# Chiesa di Sant'Anna (Senales)
La chiesa di Sant'Anna (in tedesco St. Anna Kirche) è la parrocchiale di Certosa (Karthaus), frazione di Senales (Schnals) in Alto Adige. Appartiene al decanato di Naturno della diocesi di Bolzano-Bressanone e risale al XVI secolo.

## Descrizione
La chiesa è un monumento sottoposto a tutela col numero 16450 nella provincia autonoma di Bolzano.